# Igor Tolstounov
Igor Alexandrovitch Tolstounov (en russe : Игорь Александрович Толстунов) est un producteur de cinéma soviétique puis russe, né le 30 janvier 1957 à Moscou.
En 1990, il a créé la société de production TTL-Films aux côtés de Valeri Todorovski et Sergueï Livnev (ru). Après réorganisation de la société, TTL-Films est devenu Profit, que Tolstounov dirige depuis 1995.

## Filmographie
- 1991 : Amour de Valeri Todorovski - producteur
- 1997 : Trois Histoires de Kira Mouratova - producteur
- 1997 : Le Voleur et l'Enfant de Pavel Tchoukhraï - producteur
- 1999 : Luna Papa de Bakhtiar Khudojnazarov - producteur
- 1999 : Est-Ouest de Régis Wargnier - producteur associé
- 2000 : La Fille du capitaine d'Alexandre Prochkine - producteur
- 2004 : Un chauffeur pour Véra de Pavel Tchoukhraï
- 2008 : Ils mourront tous sauf moi de Valeria Gaï Germanica - producteur

## Distinctions

### Récompenses
- Nika 1998 : meilleur film pour Le Voleur et l'Enfant de Pavel Tchoukhraï
- Festival de Sotchi 2004 : Grand Prix du festival pour Un chauffeur pour Véra de Pavel Tchoukhraï

### Nominations
- Prix du cinéma européen 1997 : meilleur film pour Le Voleur et l'Enfant de Pavel Tchoukhraï